# AIDA國際
AIDA國際（法語：Association Internationale pour le Développement de l'Apné，英語：International Association for the Development of Apnea，簡稱AIDA）是一个全球性的自由潛水組織。它为自由潜水的教育和比賽制定了标准。

## 历史
AIDA于1992年11月2日由法国人Roland Specker、Loic Leferme和Claude Chapuis在法国尼斯創辦，Specker是其第一任主席。1993年，AIDA开始舉辦比賽。1999年，AIDA更名為AIDA国际。第一屆AIDA團體和個人全球錦標賽分別於1996年和2005年舉行。